# The Beachcomber
The Beachcomber er en amerikansk stumfilm fra 1915.

## Medvirkende
- Hobart Bosworth
- Helen Wolcott som Taleaa
- Mr. Rahawanaku som Kane Pili
- Cora Drew
- John Weiss som Maukaa